# Remijia leiocalyx
Remijia leiocalyx är en måreväxtart som beskrevs av Paul Carpenter Standley och Julian Alfred Steyermark. Remijia leiocalyx ingår i släktet Remijia och familjen måreväxter.
Artens utbredningsområde är Colombia. Inga underarter finns listade i Catalogue of Life.